# 鳥取市立西郷小学校
鳥取市立西郷小学校（とっとりしりつ さいごうしょうがっこう）は、鳥取県鳥取市河原町牛戸にある公立小学校。

## 沿革
- 1873年（明治6年）5月12日 - 牛戸小学・北村小学開校。[1]
- 1876年（明治9年）10月 - 牛戸小学小河内支校開校。
- 1878年（明治11年）10月 - 北村小学を北村小学校と改称。
- 1879年（明治12年）2月 - 牛戸小学小河内支校から神馬支校を分離。
- 1879年（明治12年）10月 - 牛戸小学小河内支校を分校と改称。
- 1880年（明治13年）7月 - 牛戸小学小河内分校と神馬支校を合併・独立し小河内小学校を設置。
- 1882年（明治15年）9月 - 北村小学校を牛戸小学校北村分校と改称。小河内小学校を牛戸小に統合、小河内・神馬地区に分教室を置く。
- 1887年（明治20年）4月 - 北村分校・小河内分校・牛戸小をそれぞれ簡易小学校と改称。
- 1893年（明治26年） - 北村簡易小学校を明治尋常小学校、牛戸簡易小学校を維徳尋常小学校と改称。
- 1908年（明治41年）4月 - 維徳尋常小学校を修徳尋常高等小学校と改称、小河内・明治は分教場となる。
- 1909年（大正4年） - 修徳尋常高等小学校を西郷尋常高等小学校と改称、小河内・北分校を置く。
- 1941年（昭和16年）4月1日 - 国民学校令により西郷国民学校と改称。
- 1947年（昭和22年）4月1日 - 学制改革により西郷村立西郷小学校と改称。
- 1955年（昭和30年）3月28日 - 八頭郡西郷・八上・散岐・国英村と河原町が合併し、河原町立西郷小学校と改称。
- 1962年（昭和37年）4月 - 北分校・小河内分校を廃止。
- 1972年（昭和47年）4月 - 新校舎落成、現在地に移転。
- 2004年（平成16年）11月1日 - 八頭郡河原町が鳥取市に編入され、鳥取市立西郷小学校と改称。

## 通学区域
- 鳥取市河原町
  - 牛戸、小河内、小畑、神馬、北村、中井、本鹿、湯谷、弓河内

## 進学先中学校
- 鳥取市立河原中学校

## 交通アクセス
- 鳥取駅バスターミナル：日ノ丸バス用瀬・智頭線（路線番号：91・91H・93・93H・94）「河原口」バス停乗り換え、日ノ丸バス・日ノ丸ハイヤー・鳥取市南部支線バス西郷線（路線番号：K1）「農協前」バス停下車。

## 著名な関係者
出身者
- 中島菜刀（画家）

教職員
- 田中寒楼（元校長、俳人・歌人）